# أولكسندر زوتوف
أولكسندر زوتوف (بالأوكرانية: Зотов Олександр Сергійович)‏ هو مدرب كرة قدم ولاعب كرة قدم أوكراني في مركز الدفاع، ولد في 23 فبراير 1975 في يناكييف في أوكرانيا. شارك مع منتخب أوكرانيا تحت 21 سنة لكرة القدم ومنتخب أوكرانيا لكرة القدم. أما مع النوادي، فقد لعب مع تشورنومورتس أوديسا وميتالورغ دونيتسك ونادي فورسكلا بولتافا.

## وصلات خارجية
- أولكسندر زوتوف على موقع اتحاد أوكرانيا (الإنجليزية)
- أولكسندر زوتوف على موقع قاعدة بيانات كرة القدم.إي يو (الإنجليزية)
- أولكسندر زوتوف على موقع ناشيونال فوتبول تيمز (الإنجليزية)
- أولكسندر زوتوف على موقع Soccerway.com (الإنجليزية)